# اچانکولام
اچانکولام (به لاتین: Achchankulam) در سری‌لانکا است که در استان شمالی (سری‌لانکا) واقع شده‌است.